# 臺灣民事防護
臺灣民事防護，現代的根源可以追溯到日本殖民時期，並在2022年俄羅斯入侵烏克蘭後，中共的威脅逐漸增加，這促使了近期的復興。

## 歷史
台灣的有民事防護始於台灣日治時期，1945年中華民國政府接手後成立了台灣省防空司令部，負責組織防空和疏散。1949年改稱台灣省民防司令部。到了1973年，民防責任由國防部轉移到內政部，國家警察局接管了民防基礎設施。
截至2022年，台灣民防單位註冊志願者人數達42萬人。
在2023年，民防訓練更加注重戰時，70%的演習專注於戰時場景，30%的演習則針對自然災害場景。相較之前，雙方比例為50比50。

## 政府機關
《民防法》規定成立市、縣、區、鄉、國營公司、大公司、工廠、學校等四級民防單位。
農業部農業試驗所負責維護一個可抵禦軍事攻擊的「末日掩體」，內部存放著台灣種植的所有農作物的樣本。

## 智庫

### 黑熊學院

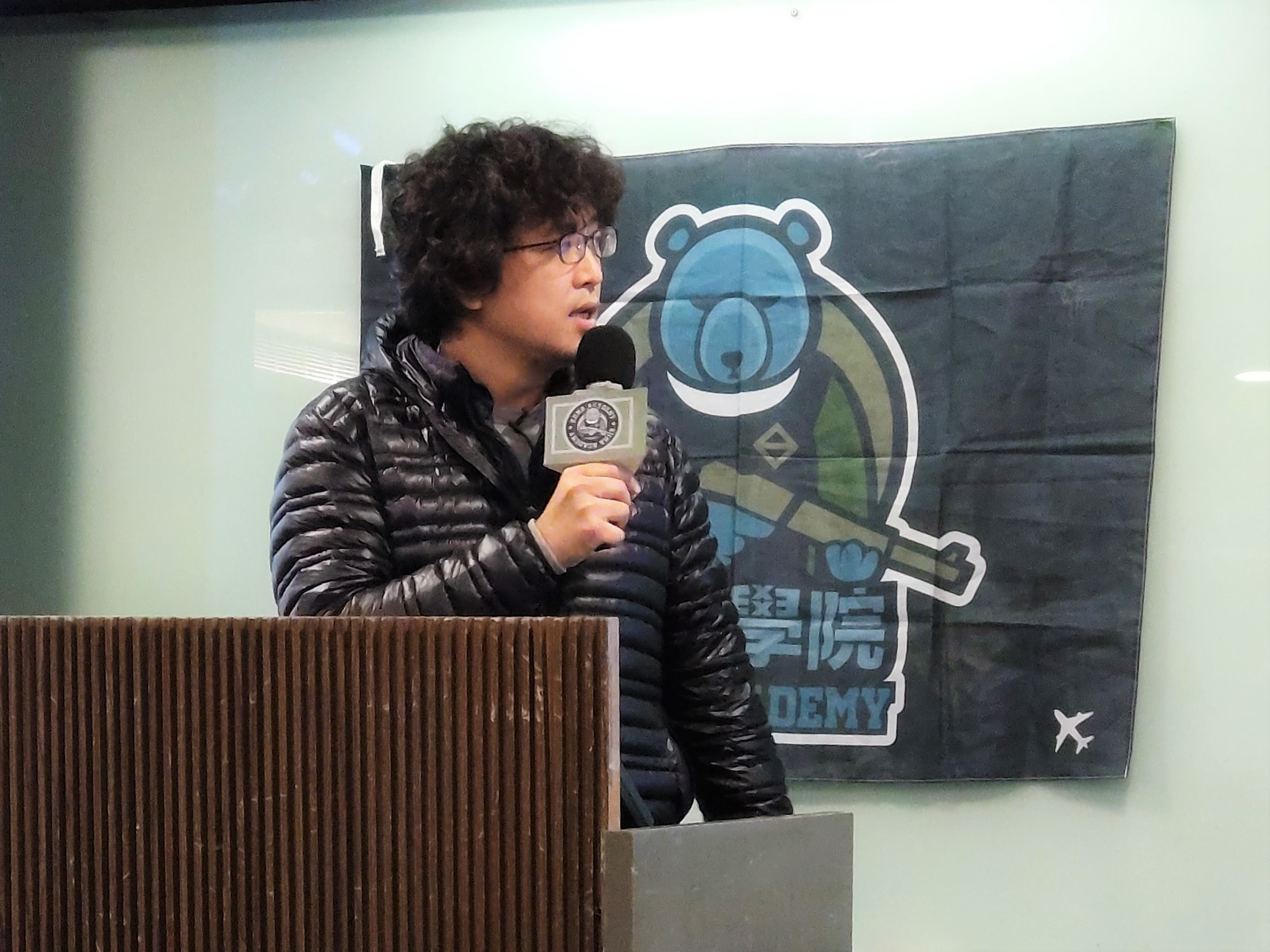
院長沈伯洋

黑熊學院致力於為台灣一般民眾提供民防訓練。該訓練課程包含急救、媒體素養（旨在對抗來自中共的虛假資訊）等主題。此外，黑熊學院也提供開源情報和網路安全的培訓。黑熊學院表示，他們的目標是「分散民防權力」。

### 壯闊台灣聯盟
壯闊台灣聯盟是台灣的國家安全與民防智庫。該組織舉辦講習班，針對一般民眾進行救災和民防訓練。隨著2022年俄羅斯入侵烏克蘭的爆發，公眾對參與「壯闊台灣」所舉辦的培訓計畫的興趣大幅增加。

## 避難所
台灣擁有超過117,000個防空洞，其中一些可以追溯到日本殖民時期。在第二次世界大戰期間，台灣各地建立了廣泛的掩體和避難所網絡，以應對盟軍的轟炸襲擊。許多廢棄的避難所和軍事掩體已經被改造成商業、藝術或公共建築。